# Melissa Soligo
Melissa Soligo (* 7. Februar 1969 in Trail, British Columbia) ist eine kanadische Curlerin. 
Ihr internationales Debüt gab Soligo bei der Curling-Weltmeisterschaft der Damen 1991 in Winnipeg, wo sie die Silbermedaille gewann. 
Soligo spielte als Second der kanadischen Mannschaft bei den XVI. Olympischen Winterspielen 1992 in Albertville im Curling. Die Mannschaft von Skip Julie Sutton gewann die olympische Bronzemedaille nach einem 9:3-Sieg im Spiel um den 3. Platz gegen Dänemark um Skip Helena Blach. Da Curling damals noch eine Demonstrationssportart war, besitzt die Medaille keinen offiziellen Status.

## Erfolge
- 2. Platz Weltmeisterschaft 1991
- 3. Platz Olympische Winterspiele 1992 (Demonstrationswettbewerb)